# Шаје
Шаје (фр. Chailley) насеље је и општина у источном делу централне Француске у региону Бургоња, у департману Јон која припада префектури Осер.
По подацима из 2011. године у општини је живело 567 становника, а густина насељености је износила 34,34 становника/km². Општина се простире на површини од 16,51 km². Налази се на средњој надморској висини од 185 метара (максималној 280 m, а минималној 143 m).

## Демографија
| 1962. | 1968. | 1975. | 1982. | 1990. | 1999. | 2011. |
| ----- | ----- | ----- | ----- | ----- | ----- | ----- |
| 458   | 514   | 562   | 565   | 551   | 609   | 567   |

График промене броја становника у току последњих година